# Guileine Chemogne Teukam
Guileine Chemogne Teukam, née le 12 novembre 1999, est une para-taekwondoïste camerounaise. Elle représente le Cameroun lors des Jeux paralympiques d'été de 2024 à Paris après avoir remporté une médaille d'or lors du Tournoi africain de qualification aux Jeux paralympiques à Dakar au Sénégal. 

## Biographie
Guileine Chemogne Teukam voit le jour le 12 novembre 1999. Elle est une para-athlète adepte du para-taekwendo dans la catégorie K44 pour les moins de 47 kg. Elle fait partie des cinq para-sportifs sélectionnés pour représenter le Cameroun aux Jeux paralympiques d'été de Paris 2024. Elle est l'une des deux Lionnes indomptables du para-taekwondo conviées aux Jeux aux côtés de Marie Antoinette Dassi,. Ceci grâce au fait que lors du Tournoi africain de qualification aux Jeux paralympiques de Paris 2024, elle remporte une médaille d'or en finale face à Naoual Laarif du Maroc,. 
Elle s'entraîne pour la compétition avec la délégation camerounaise dans les installations sportives de Poitiers en France du 12 au 26 août. Les habitants de Poitiers manifestent leur soutien à l'équipe paralympique camerounaise.  
L'entrée du Cameroun aux Jeux paralympiques 2024 s'enclenche avec le combat de Guileine Chemogne Teukam face à Leonor Espinoza Carranza, para-taekwondoïste du Pérou, médaillée d'or des Jeux paralympiques d'été de 2020 à Tokyo. L'athlète handisport camerounaise se confronte à elle le jeudi 29 août 2024 au Grand Palais lors du Tour des 16. Seulement, la Camerounaise est défaite par la Péruvienne sur le score de 28 à 9,,.    

## Palmarès
| Année | Compétition                                              | Catégorie  | Lieu  | Rang |
| ----- | -------------------------------------------------------- | ---------- | ----- | ---- |
| 2024  | Tournoi africain de qualification aux Jeux paralympiques | -47 kg K44 | Dakar | 1re  |